# Витерит
Бариевият карбонат (BaCO3), познат и като витерит, е природен карбонат на бария с химичен състав BaO = 77,7% и CO2 = 22,3%. За него са характерни зърнести, гроздовидни и окръглени агрегати. Цветът му е бял, понякога с жълт оттенък. Относително тегло 4.3g/cm3, твърдост 3-3,5. Разтваря се добре във вода и под въздействието на слаби киселини. Витеритът в природата се образува като вторичен минерал на бария. Процесът на превръщане на бария във витерит се обуславя от въздействие на хидротермални разтвори, съдържащи K2CO3 и NaCO3.